# La Petite Sœur du diable
Pour plus de détails, voir Fiche technique et Distribution.
La Petite Sœur du diable (Suor Omicidi) est un giallo italien réalisé par Giulio Berruti et sorti en 1979.
Le film est librement inspiré de l'histoire vraie de Cécile Bombeek, une nonne qui a commis une série de meurtres dans un hôpital gériatrique à Wetteren dans la région flamande de Belgique en 1977,.

## Synopsis
Sœur Gertrude, une nonne qui travaille dans un hôpital catholique pour les personnes âgées, vient de subir une opération sur une tumeur au cerveau. Elle souffre d'anxiété après son opération, et se sent convaincue que son cancer va revenir, malgré les dénégations du docteur Poirret et de la Mère supérieure qui conclut que Sœur Gertrude est hypocondriaque. Seule sœur Mathieu, qui ressent en son for intérieur une attirance charnelle pour sœur Gertrude, prend ses inquiétudes au sérieux.
Gertrude commence alors à vivre secrètement une double vie, sortant en ville le soir en multipliant les aventures amoureuses et en devenant héroïnomane. Peu à peu, elle sombre dans la paranoïa et la folie meurtrière.

## Fiche technique
- Titre français : La Petite Sœur du diable ou La Nonne qui tue[3]
- Titre original : Suor Omicidi[4]
- Réalisation : Giulio Berruti
- Scénario : Giulio Berruti, Enzo Gallo (it), Alberto Tarallo
- Musique : Alessandro Alessandroni
- Photographie : Tonino Maccoppi
- Montage : Mario Giacco
- Décors : Franco Vanorio
- Costumes : Alberto Tarallo
- Maquillage : Mauro Gavazzi, Maria Rizzo
- Production : Enzo Gallo (it), Carlastella (it), Angiolo Stella
- Société de production : Cinesud
- Pays :  Italie
- Genre : Giallo, film d'épouvante fantastique
- Durée : 86 minutes
- Dates de sortie : 
  - Italie : 10 mai 1979
  - France : 30 janvier 1980[3]

## Distribution
- Anita Ekberg : Sœur Gertrude
- Paola Morra (it) : Sœur Mathieu
- Joe Dallesandro : Patrick
- Lou Castel : Pierre
- Massimo Serato : Poirret
- Laura Nucci : La baronne
- Nerina Montagnani : Josephine
- Daniele Dublino : Le directeur de la clinique
- Alice Gherardi : L'infirmière
- Alida Valli : La mère supérieure
- Sofia Lusy : Janet
- Lee De Barriault
- Aldo De Franchi
- Ileana Fraia
- Antonietta Patriarca

## Article annexe
- Psychotrope au cinéma et à la télévision